# Mimectatina longipennis
Mimectatina longipennis là một loài bọ cánh cứng trong họ Cerambycidae.